# Francesca Romana Elisei
Francesca Romana Elisei (Roma, 3 luglio 1979) è una giornalista e conduttrice televisiva italiana.

## Biografia
È giornalista professionista dal 2007, iscritta all'Ordine dei giornalisti dell'Umbria. Ha iniziato la carriera di giornalista alla redazione de Il Messaggero in Umbria, finché nel 2004 ha effettuato un master nella Scuola di giornalismo radiotelevisivo della Rai di Perugia. Si è spostata tra numerose redazioni passando per la Repubblica, Giornale Radio Rai e Sky TG24. Il primo incarico di rilievo è arrivato nel 2007, quando ha partecipato alla redazione del programma di attualità Annozero di Michele Santoro, fino ad arrivare alla conduzione del TG2 l'anno successivo; nel 2012 è approdata al GR1.
Dal 2013 al 2016 ha condotto la rubrica quotidiana TG2 Insieme.
Dal 18 febbraio al 27 giugno 2019 ha condotto su Rai 2 la striscia d'approfondimento TG2 Post, in onda subito dopo il TG2 delle 20:30. Dal 23 ottobre 2020 al 26 marzo 2021 su Rai 3 ha condotto in coppia con Roberto Vicaretti, la trasmissione Titolo V.

## Vita privata
È stata sposata con il collega Carlo Cianetti, inviato di Rai News 24. Dal matrimonio è nata una figlia. Il 21 settembre 2024 si è unita in matrimonio con l'architetto francese Joseph Grima, in Assisi. 

## Televisione
- Annozero (Rai 2, 2007-2008) autrice
- TG2 (Rai 2, dal 2008)
- TG2 Insieme (Rai 2, 2013-2016)
- TG2 Post (Rai 2, 2019)
- Titolo V (Rai 3, 2020-2021)